# Cleora displicata
Cleora displicata är en fjärilsart som beskrevs av Walker 1860. Cleora displicata ingår i släktet Cleora och familjen mätare. Inga underarter finns listade i Catalogue of Life.